# Modeselektor
Modeselektor est un groupe de musique électronique composé de Gernot Bronsert et Sebastian Szary, artistes issus de la chute du mur de Berlin, nés en Allemagne de l'Est. Ils se décrivent eux-mêmes comme « un dragon du son gourmand et infatigable qui crache de la distorsion à la place du feu ». Ils commencent leurs recherches sonores communes en 1996 et sortent leur premier EP en 2002 (In Loving Memory, chez le label Bpitch Control), leur premier album Hello Mom! en 2005, le deuxième Happy Birthday! en 2007, et le troisième Monkeytown en 2011.

## Caractéristiques principales

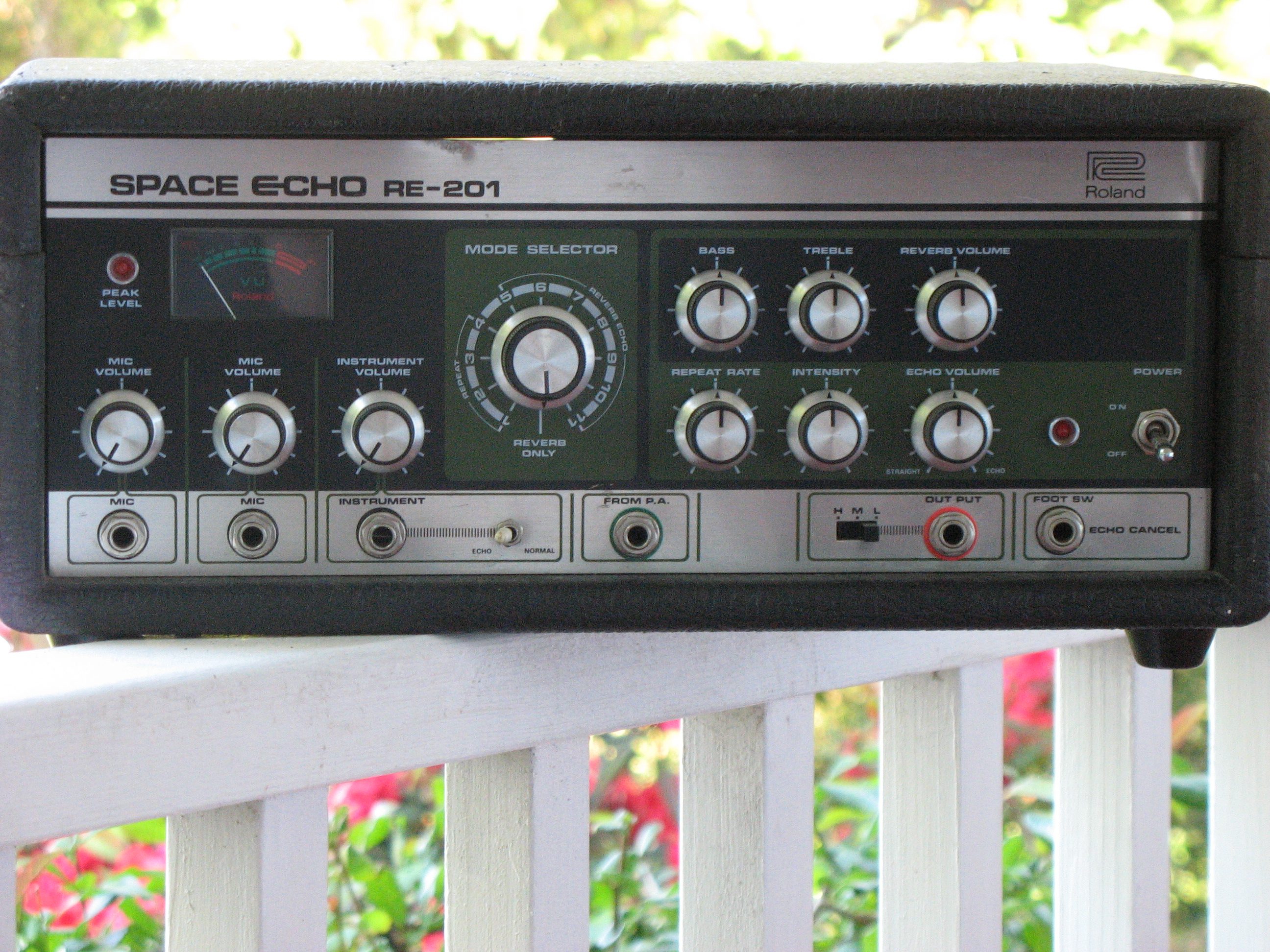
Le nom du groupe vient du sélecteur de mode de la machine d'effet Roland RE-201

Le style de Modeselektor évolue au sein de styles Musiques électroniques, Rap, parfois Dancehall, en passant par l'IDM jusqu'à de la véritable techno bien que le groupe ne souhaite pas être catalogué : « Nous n'aimons pas être étiquetés comme étant d'un certain style, d'une certaine école, une scène particulière ou autre. On ne s'intéresse pas vraiment à tout ça. »
Le duo a commencé son activité dans un Berlin encore fraichement réunifié : « Après la chute du Mur, partout en Allemagne et surtout en Allemagne de l'Est il y avait beaucoup de chaos, l'anarchie », dit Modeselektor. « Personne, en particulier les autorités, ne savait quoi faire. Ils n'intervenaient donc pas quand quelqu'un mettait une paire de haut-parleurs dans un bâtiment abandonné [...]. C'est à partir de ces rave parties des années 1990 que nous avons fait notre chemin dans la techno ».
Les animations vidéos qui illustrent leurs concerts sont souvent réalisées par le collectif allemand Pfadfinderei.
Le duo réalise de nombreux morceaux en collaboration récurrentes avec Apparat (Let your love grow sur Happy Birthday!, War Cry sur Monkeytown, et un album entier : Moderat), TTC (Dancing Box sur Hello Mom! et 2000007 sur Happy Birthday!), Thom Yorke (The White Flash sur Happy Birthday!, Shipwreck et This sur Monkeytown), Paul St. Hillaire (Fake Emotion sur Hello Mom! et Let your love grow sur Happy Birthday!), Otto von Schirach (Hyper Hyper sur Happy Birthday! et Evil Twin sur Monkeytown), et d'autres en collaborations occasionnelles comme avec Sasha Perera, Puppetmastaz, Maxïmo Park, Siriusmo, Busdriver, Miss Platnum, PVT, et Antipop Consortium.

## Bref historique du groupe
1997 est l'année de leurs premières productions en live avec des machines analogiques.
En 2000 ils signent sur le label Bpitch Control mené par Ellen Allien.
En 2002 ils sortent leur premier EP : In Loving Memory, et participent au Sonar avec Ellen Allien, DJ Feadz, etc. Ils remixent notamment Smash TV, Timtim, Miss Kittin, et Ellen Allien.
En 2003 sort un EP de leur première collaboration avec Apparat : "Auf Kosten Der Gesundheit"
En 2005 sort leur premier album : Hello Mom !. Leur morceau Turn Deaf ! figure sur le set live de Miss Kittin, enregistré au festival Sonar (Barcelone, Espagne) en 2005 et publié en 2006.
En 2006, ils sortent un album de remixes de leur premier album, et un nouvel opus sur un label d'electronic ragga. Ils prolongent également leur collaboration avec TTC en produisant le titre Une Bande de Mecs Sympa pour leur nouvel album "3615 TTC".
En 2007, ils produisent un nouveau titre sur la compilation d'exclusivité Camping Compilation 3 (Bpitch Control), et signent un Boogy Bytes Vol.3 qui comprend trente morceaux d'artistes renommés tels que Radiohead, Nathan Fake, James Holden, Mr. Oizo, Phon.O, mais également Germans Errorsmith, Siriusmo... Leur mix comporte notamment leur version remixée d'un morceau de Paul Kalkbrenner, Gia 2000, et leur dernière collaboration avec TTC, le titre Une Bande de Mecs Sympa. Cette année-là sort également leur deuxième album Happy Birthday! le 11 septembre.
En 2009 sort l'album Moderat né d'une collaboration avec Apparat. La même année, le duo signe Siriusmo pour son premier EP "The Uninvited Guest" sur leur propre label Monkeytown Records, et apparaissent comme personnages principaux dans le documentaire Speaking in Code d'Amy Grill.
En 2011 sort Monkeytown.
L'album II , leur deuxième collaboration avec Apparat est sorti en 2013.
La même année, un documentaire consacré au groupe, We are Modeselektor, sort en DVD et Blu-Ray. Il est réalisé par Romi Agel et Holger Wick. Le documentaire est visible dans son intégralité sur YouTube depuis le 28 novembre 2017.
L'album III, la troisième collaboration du groupe avec Apparat, est sorti en 2016, toujours sur Monkeytown Records.

## Discographie

### EP
- Art & Cash (Monkeytown Records, Get Physical, Novembre 2009)
- The dark side of the sun,Feat Puppetmastaz (Bpitch Control, Septembre 2007)
- Untitled (extrait de Bpitch Compilation 3) (Bpitch Control, 2007)
- Weed Wid Da Macka (Shockout), 2006)
- Hello Mom ! The Remixes (Bpitch Control, 2006)
- Turn Deaf (Bpitch Control, 2004)
- Ganes De Frau Volume 1 (Bpitch Control, 2003)
- Auf Kosten Der Gesunheit : Moderat : Modeselektor feat. Apparat (Bpitch Control, 2003)
- Death Medley (Bpitch Control, 2002)
- In Loving Memory (Bpitch Control, 2002)

### Compilations
- Boogybytes Vol. 03, (Bpitch Control, 2007)
- Body Language Vol. 08, (Get Physical, 2009)
- Modeselektion Vol. 01, (Monkeytown Records, 2011)

### DVD
- Labland : Modeselektor feat. Pfadfinderei (Daloo1, 2004)

### Remixes
- 2002 : M.I.A. - Machtspiele (Tanz Drauf) (Epic Records)
- 2002 : Smash TV - Nobody (Bpitch Control)
- 2003 : Tim Tim - Atwater.Ca (Bpitch Control)
- 2004 : Knifehandshop - Tizzy Tixbown Riddim (Tigerbeat6)
- 2004 : Miss Kittin - Professional Distortion (Novamute)
- 2004 : Paradise Boys - 2 O'Clock (Losofono)
- 2004 : Jahcoozi - Black Barbie (Shadetek Records)
- 2005 : Ellen Allien - Magma (Bpitch Control)
- 2006 : No Movement - Acetate (Lux Nigra) - sous le pseudonyme "Flos Sanctorum"
- 2006 : Thom Yorke - Skip Divided (XL)
- 2006 : Ninjaman - Weed Wid Da Macka (Shockout)
- 2006 : Paul Kalkbrenner - Gia 2000 (Bpitch Control)
- 2006 : My Robot Friend - Dial Zero (Soma Quality Recordings)
- 2007 : Apparat - Holdon (Shitkatapult, Infiné)
- 2007 : Ghislain Poirier - Blazin' (Ninja Tune)
- 2008 : Siriusmo - Wow edit & remix (Exploited)
- 2008 : Alter Ego - Fuckingham Palace (Klang Elektronik)
- 2008 : Puppetmastaz - Mephistopheles (Discograph)
- 2008 : Björk - Dull Flame Of Desire remix for girls (One Little Indian)
- 2008 : Björk - Dull Flame Of Desire remix for boys ()
- 2009 : Headhunter - Prototype (Tempa)
- 2009 : Boys Noize - Jeffer (Boysnoize Records)
- 2010 : Bonaparte - Computer In Love (Staatsakt)
- 2010 : Roots Manuva - Witness (Ninja Tune)
- 2011 : Radiohead - Good Evening Mrs. Magpie (Original Morning Mr. Mapie) (XL Recordings)